# Wołucza
Wołucza – wieś w Polsce położona w województwie łódzkim, w powiecie rawskim, w gminie Rawa Mazowiecka. 
Wieś szlachecka położona była w drugiej połowie XVI wieku w powiecie rawskim ziemi rawskiej województwa rawskiego. W latach 1975–1998 miejscowość administracyjnie należała do województwa skierniewickiego.
We wsi urodziła się Maria Grzegorzewska.
W Wołuczy działa klub sportowy o nazwie GLKS Wołucza.